# José Acevedo y Gómez
Pour les articles homonymes, voir Gomez.
José Acevedo y Gómez, né à Charalá en 1773 et mort en mai 1817 dans la forêt des indiens andaquíes, dans le Caquetá, est un procer de l'indépendance de la Colombie.

## Biographie
José Acevedo y Gómez suit des études de grammaire et de philosophie au collège du Rosaire de Bogota, qu'il interrompt pour se consacrer au commerce, tout en enrichissant sa formation par la lecture des classiques et des philosophes libéraux du XVIIIe siècle.
En 1808, reconnu pour ses compétences organisationnelles et de ses capacités d'orateur, il est nommé Regidor Perpetuo (échevin à vie) du cabildo de Santa Fe.
La même année, l'Espagne est envahie par les Français. Acevedo participe au serment d'allégeance au roi Ferdinand VII, mais affirme également la nécessité de former une junte de gouvernement. Au cours de l'année 1809, il est engagé dans des complots visant à renverser le vice-roi Antonio José Amar y Borbón pour former un gouvernement indépendant.
Jose Acevedo et Gómez joue un rôle décisif dans les événements du 20 juillet 1810. Ses discours convainquent les gens à demander la réunion du cabildo abierto, qui finalement réussi à renverser les autorités coloniales de la real audiencia et à mettre en place la junte suprême de gouvernement de Santa Fe.
Au cours de la période dite « Patria Boba », Acevedo participe à la rébellion indépendantiste du Cundinamarca et de Tunja. Mais lorsque les forces du général espagnol Pablo Morillo reprennent le contrôle d'une grande partie de la Nouvelle-Grenade, Acevedo se réfugie dans les jungles du Caquetá. Tombant malade, il y décède en mai 1817.